# Kottes
Cet article concerne le peuple kotte. Pour la langue kotte, voir Kotte (langue).
Peuple Ienisseïen méconnu, rencontré par Matthias Alexander Castrén.